# گرند ویو (ویسکانسین)
گرند ویو (به انگلیسی: Grand View) یک منطقهٔ مسکونی در ایالات متحده آمریکا است که در شهرستان بیفیلد، ویسکانسین واقع شده‌است. گرند ویو ۱۶۳ نفر جمعیت دارد و ۳۲۰٫۰۴ متر بالاتر از سطح دریا واقع شده‌است.